# 11878 Hanamiyama
11878 Hanamiyama (1990 HJ) là một tiểu hành tinh vành đai chính được phát hiện ngày 18 tháng 4 năm 1990 bởi T. Seki ở Geisei.